# 阿拉尔战役
阿拉尔战役（英語：Battle of the Arar）是公元前58年，赫尔维蒂人部落与凯撒麾下的三个军团之间发生的一场战斗。这是高卢战争中第一次重大战役。

## 经过
赫尔维蒂人是源自瑞士的一支部落，在与凯撒发起战争前，他们就已经开始向高卢西海岸进行大规模的迁徙。
在日内瓦，罗马人跨越了罗纳河后便摧毁了河上的木桥，且建造了长约十九英里的要塞。赫尔维蒂人只得从另一条路线迁徙，他们乘着筏子和船横渡阿拉尔河（索恩河）。凯撒从他的侦察兵那里得到了这个消息。那时大约已经有四分之三的赫尔维蒂人穿过河流，所以恺撒可确定剩下四分之一人的过河路线，对其进行屠杀，生还者躲进了树林里。